# Bledera
La bledera és una varietat cultivar del grup Leaf Beet, derivat de l'espècie Beta vulgaris, membre del gènere Beta dins la família de les amarantàcies (Amaranthaceae).

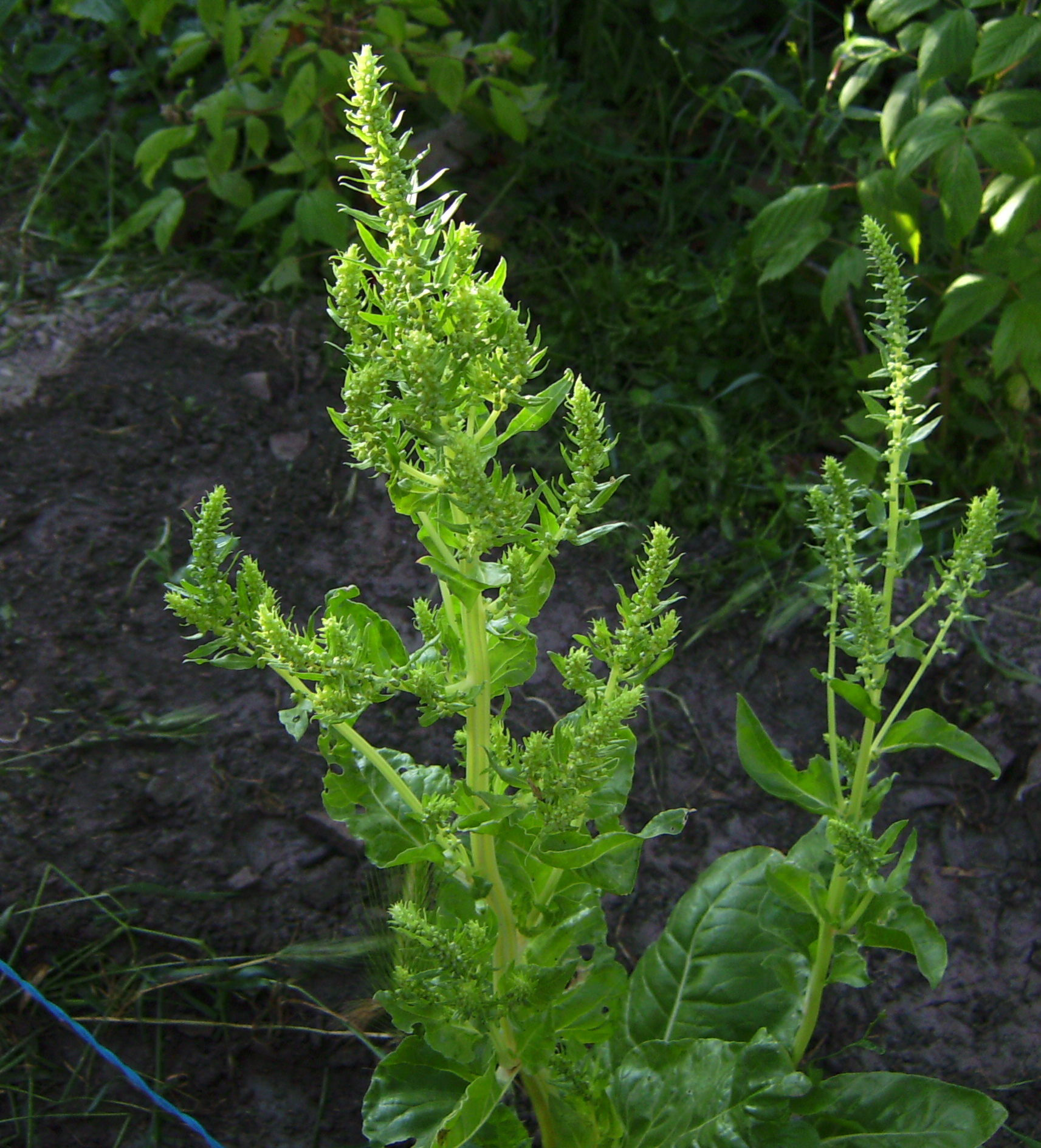
Bledes florides

## Descripció
Són plantes herbàcies biennals que poden atènyer de fins a 2 metres d'altura quan floreixen, la seva arrel no és gruixuda i carnosa com és comú a la resta de grups cultivars de Beta vulgaris. Les seves fulles, en roseta a la base, són simples, glabres, verdes i amb el pecíol (la penca) molt desenvolupat i que pot presentar diferents colors segons la varietat, aquesta coloració pot anar de blanc a vermell passant pel groc, i s'estén al llarg del nervi medial i per d'altres de secundaris. Les flors són petites, verdes, amb dos estigmes i s'agrupen en grans inflorescències molt ramificades. El fruit és un aqueni que conté entre 2 i 6 llavors.

## Conreu

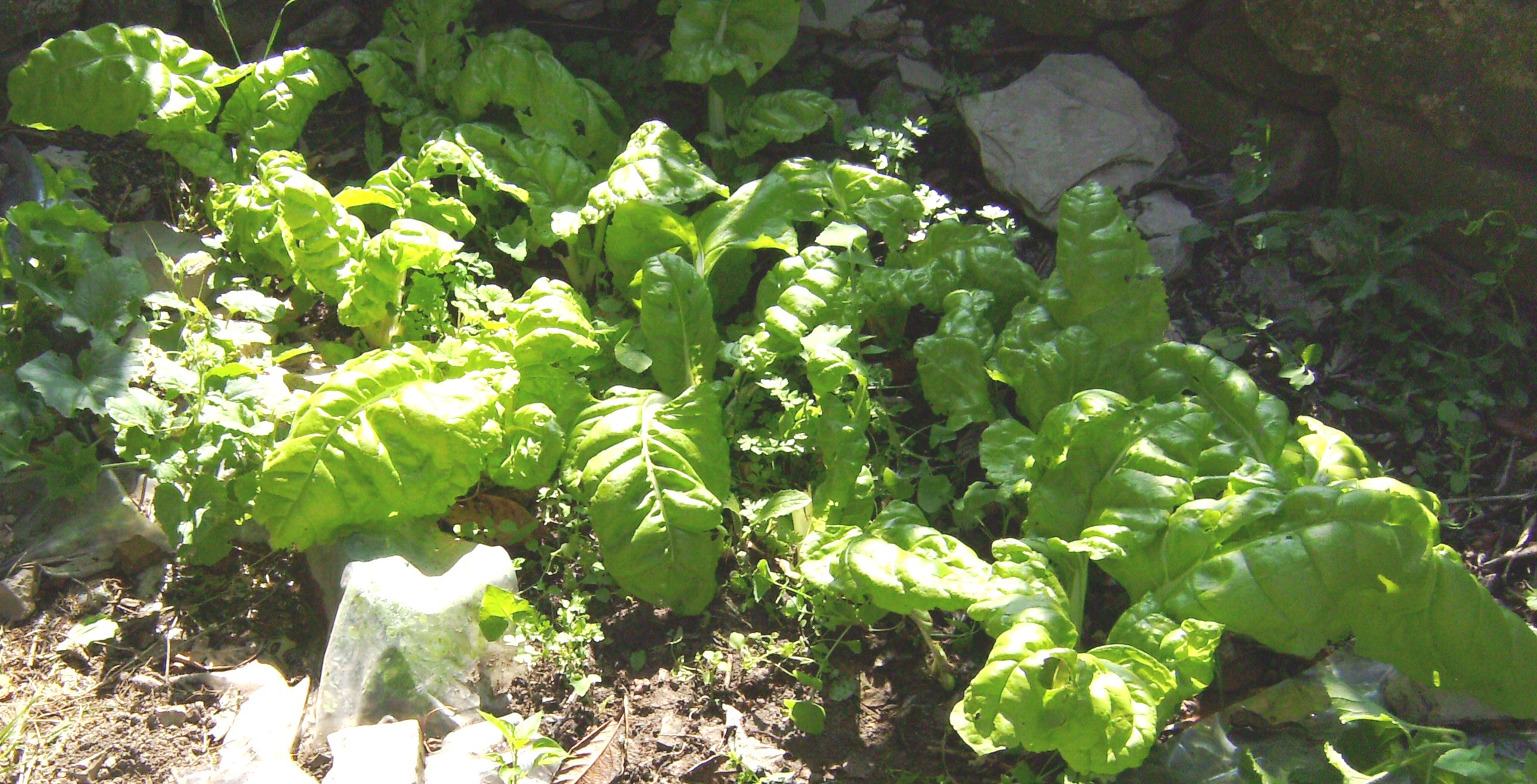
Bledes, varietat groga de Lyon a un hort

Es pot sembrar tot l'any, excepte els mesos d'hivern si el clima és fred. En el conreu casolà es van agafant les fulles i es deixen sense tocar les del centre perquè es tornin a desenvolupar i poder collir fulles esglaonadament. En el conreu intensiu es cull la planta sencera. Cal que creixi ràpid perquè sigui tendra amb suficient adob (és planta nitròfila) i vol molta aigua. Un cop comença a formar la flor ja no és bona per al consum. Per això per al conreu d'estiu cal utilitzar varietats resistents a l'espigat, si no les temperatures altes provoquen la florida molt ràpidament.

## Usos culinaris

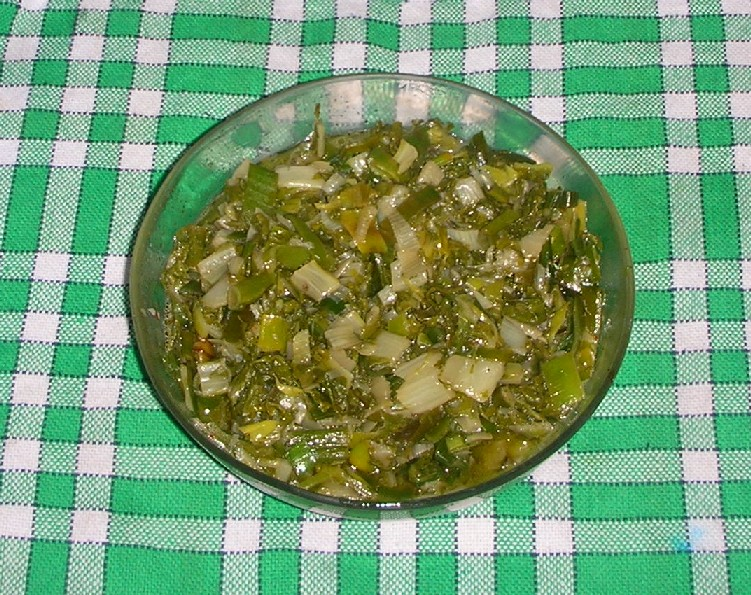
Bledes amb porro i all

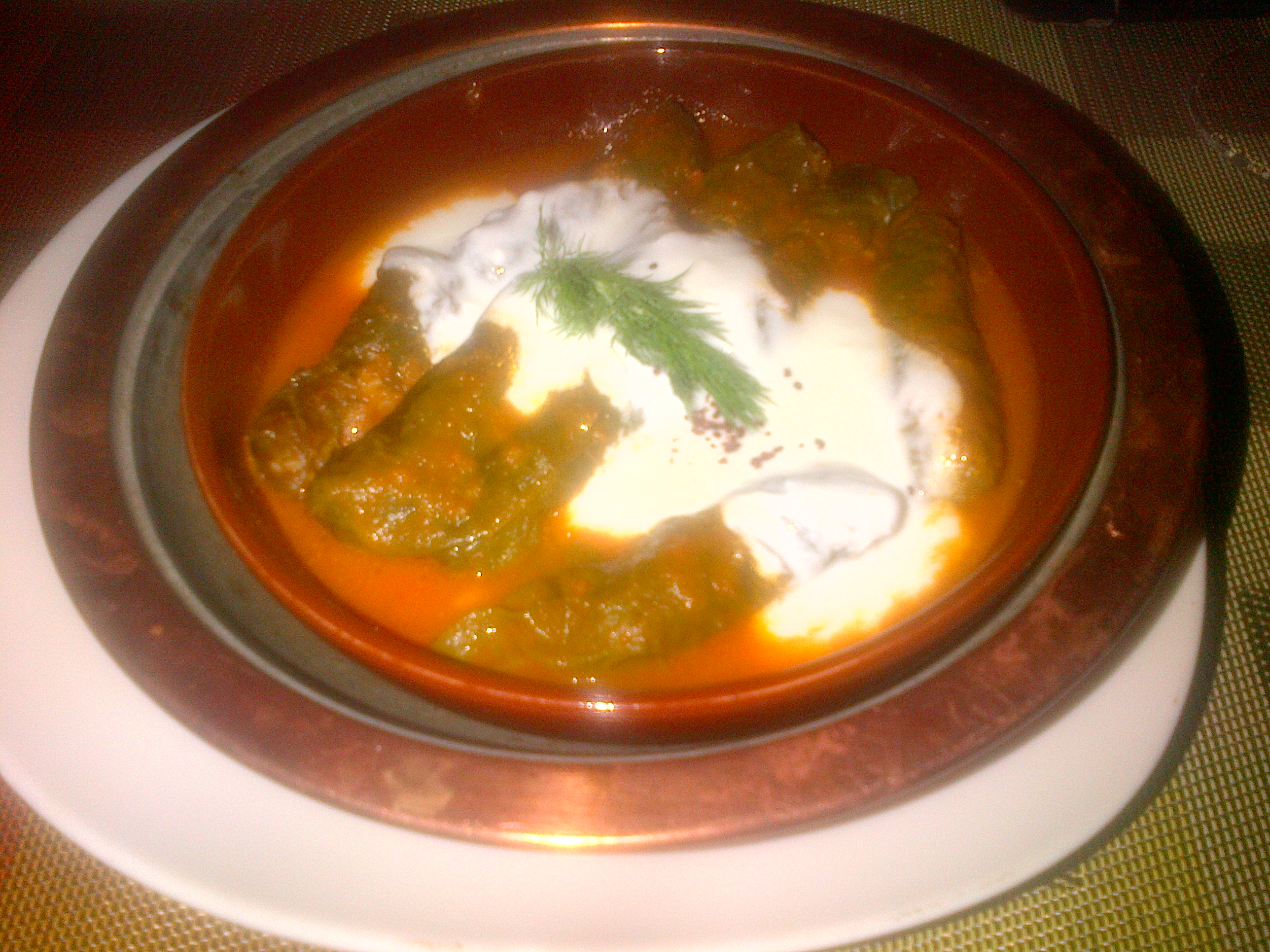
Etli pazı sarma, de la cuina turca, és bleda farcida (sarma) amb carn. A sobre salsa de iogurt amb all.

Planta molt popular, en temps antics constituïa un dels aliments principals de la classe treballadora. Al mercat es pot trobar fresca i congelada. Es menja bullida, sofregida, sola o amb patates o altre acompanyament. Les penques (el nervi central i el pecíol de les fulles) de vegades s'arrebossen o se'n fan llibrets amb pernil. Substitueix els espinacs durant els mesos d'estiu